# بخش مونتری (شهرستان پوتنام، اوهایو)
بخش مونتری (به انگلیسی: Monterey Township) یک منطقهٔ مسکونی در ایالات متحده آمریکا است که در شهرستان پاتنم، اوهایو واقع شده‌است.
 بخش مونتری ۶۳٫۸ کیلومتر مربع مساحت و ۲٬۰۵۶ نفر جمعیت دارد و ۲۲۵ متر بالاتر از سطح دریا واقع شده‌است.